# Trdnjava Mrliški zvon, Dubrovnik
Trdnjava Mrliški zvon je obrambna trdnjava mesta Dubrovnik pred napadi z morske strani.
Južno krilo obzidja je zgrajeno nad pečinami, ki se strmo spuščajo proti morju. Na tem krilu obzidja je v času velikih obnovitvenih del na utrdbah izvedeno le nekaj manjših sprememb. Eno od redkih  gradbenih del na tem delu obzidja je bila dozidava okrogle utrdbe na najbolj izpostavljeni točki južnega krila mestnega zidu.
Trdnjava Mrliški zvon je zgrajena na začetku 16. stoletja po načrtih znamenitega dubrovniškega gradbenika Paskoje Miličevića. Ker je bila to utrdba  z večjim številom topovskih strelnih lin, je v obrambi mesta pred morebitno nevarnostjo z morja predstavljala ključno točko med trdnjavama Bokar in sv. Ivan. Ime je dobila po mrliškem zvonu z bližnje cerkve sv. Petra.